# Teudis lenis
Teudis lenis là một loài nhện trong họ Anyphaenidae.
Loài này thuộc chi Teudis. Teudis lenis được Eugen von Keyserling miêu tả năm 1891.